# Benthogone
Benthogone is een geslacht van zeekomkommers uit de familie Laetmogonidae.

## Soorten
- Benthogone abstrusa (Sluiter, 1901)
- Benthogone fragilis (Koehler & Vaney, 1905)
- Benthogone rosea Koehler, 1895